# Michel Fokine

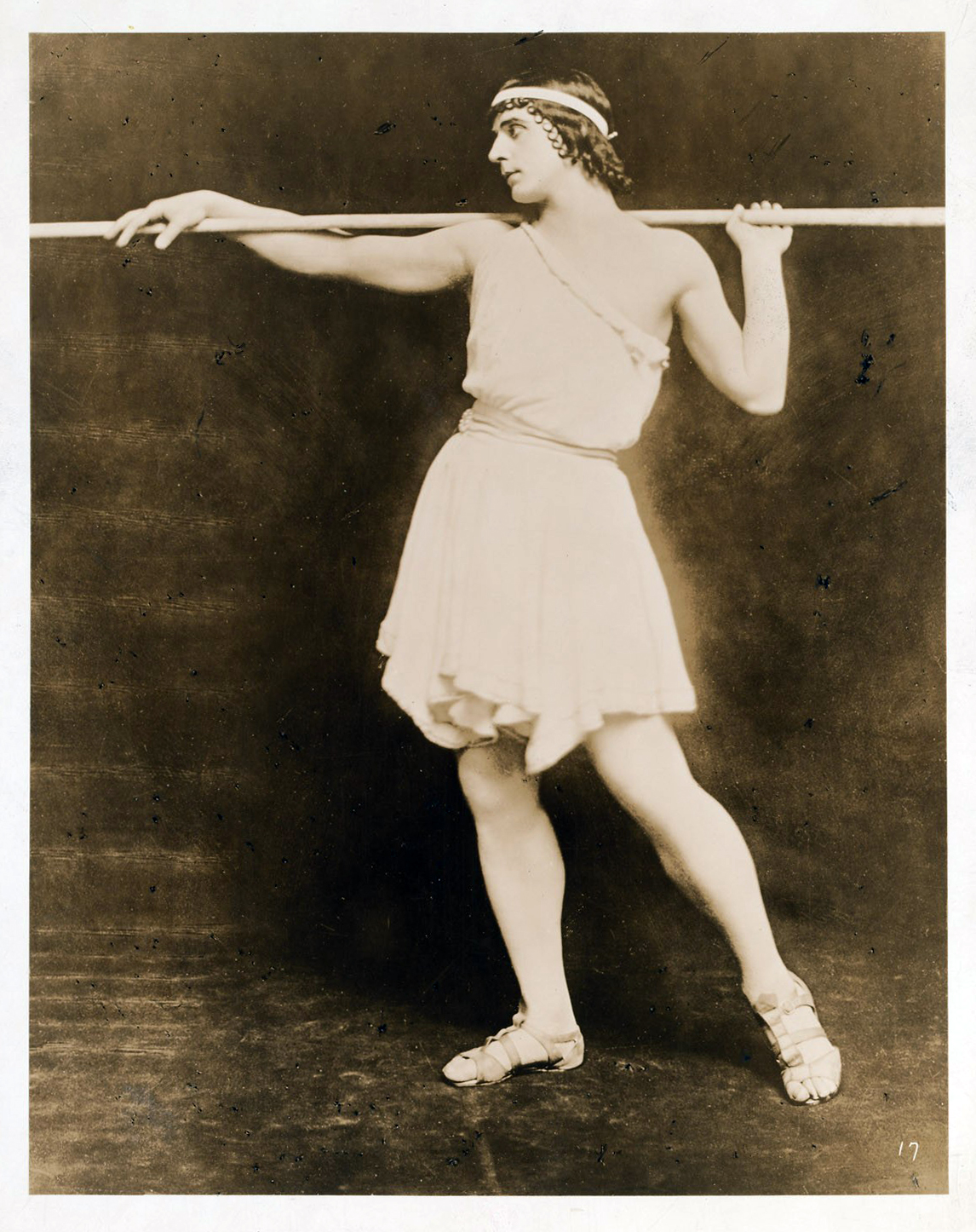
Fokine

Michel Fokine ou Mikhail Mikhailovich Fokin (Михаил Михайлович Фокин) (São Petersburgo, 26 de abril de 1880 - Nova Iorque, 22 de agosto de 1942) foi filho de um comerciante abastado. 
Com nove anos ingressou na Escola lmperial de Bailados, anexa ao Teatro Marinsky. Estudou com Platon Karsavin, Pavel Guerdt e Nicholas Legat. Graduou-se em 1898, entrando para o corpo de baile do Teatro Marinsky como solista. Tornou-se logo um bailarino de primeira categoria, começando a lecionar em 1902. Três anos mais tarde criou as coreografias dos seus primeiros bailados: Acis e Galatea para o espetáculo anual dos alunos e A Morte do Cisne para Anna Pavlova. Aceitou um convite de Serge Diaghilev para ser coreógrafo da temporada dos Ballets Russos, realizada em Paris em 1909. Essa oportunidade deu a Fokine prestígio internacional. Durante mais de 30 anos criou inúmeros bailados de sucesso.
Fokine é considerado o maior expoente na coreografia do século XX, conhecido também como excelente bailarino, grande reformador das concepções tradicionais do ballet e coreógrafo inspirado. Dançou com as maiores estrelas da época, a começar por Pavlova. Como renovador, é para o século XX o que Noverre foi para o século XVlll e exerceu profunda e benéfica influência em todos os ramos da arte coreográfica. Sua sensibilidade para a música é sentida na integração, sempre perfeita, entre seus bailados e o repertório musical.
Sua obra é das mais variadas. lnclui o romantismo de Carnaval, o neo-classicismo de La Sylphide, a intensidade bárbara das Danças Polovtsianas do Príncipe lgor, a poesia de O Espectro da Rosa, o sensualismo de Scheherazade, a tragi-comédia de Petrouchka, a beleza da antiguidade grega de Daphnis e Chloé, o burlesco mordaz de Le Coq d'or.
Michel Fokine criou bailados em quase todos os grandes teatros da Europa e da América e a maioria deles permanece ainda hoje no repertório das companhias internacionais. Fokine morreu em Nova lorque no dia 22 de agosto de 1942.